# 湘南藤沢フィルム・コミッション
湘南藤沢フィルム・コミッション（しょうなんふじさわフィルム・コミッション、英: Shonan Fujisawa Film Commisson）は、神奈川県藤沢市のフィルムコミッションである。

## 概要
2002年9月3日に設立。事務局は、当初は藤沢市役所観光課内に置きスタートしたが、現在は公益社団法人藤沢市観光協会にある。
全国フィルムコミッション連絡協議会個人会員で、藤沢市議会議員杉下由輝より、映像の力で地域の活性化を図ることを目的に議員提案により設立。学生時代、年間100本以上映画鑑賞する程の映画好きで、ハリウッドなども訪問した経験を活かし、フィルムコミッションがまだ知られていない中での議員提案は、当時としては全国でも稀なケース。2002年9月3日に、全国フィルムコミッション連絡協議会に入会した日をもって設立日としてスタート。
同時に「湘南藤沢フィルム・コミッション委員会」を設立し、杉下が同委員会会長に就任、市内警察・消防・電鉄・商店街など撮影に関係する諸団体で構成し、撮影に関する各所の理解を深めるとともに許認可の円滑化・効率化を図った。
支援件数は毎年100本以上、ロケ経費（ロケ隊の飲食・宿泊・施設使用料など）として市内経済効果は毎年約1,500万円、間接的経済効果として情報番組等での映像作品がもたらす地域のイメージアップや観光客さらに居住者の増加など、観光振興、経済産業振興や文化振興などの地域の活性化に寄与している。
また、市民エキストラ（600人強）や撮影場所等の物件の登録も行い映像制作会社へ撮影協力し、現場での立ち合いも行ってトラブルを回避し、地域住民がさらに地元への愛着を深め、さらに映像文化への関心向上に繋げている。

## 関与した作品
| - honey（2018年） - きみの声をとどけたい（2017年） - ピーチガール（2017年） - 覆面系ノイズ（2017年） - 未成年だけどコドモじゃない（2017年） - 好きな人がいること（2016年） - 仮面ライダーエグゼイド（2016年） - ガールズ・ステップ（2015年） - 海街diary（2015年） - プラチナエイジ（2015年） - 海月姫（2014年） - トワイライト ささらさや（2014年） - ホットロード（2014年） - SPEC～結～（2013年） - 陽だまりの彼女（2013年） - 江ノ島プリズム（2013年） - アウトレイジ ビヨンド（2012年） - つり球（2012年） - TARI TARI（2012年） - ワイルド7（2011年） | - 流れ星（2010年） - ヤンキー君とメガネちゃん（2010年） - 100の資格を持つ女（2009年/2011年） - スマイル（2009年） - ふたつのスピカ（2009年） - ヤッターマン（2009年） - にぃにのことを忘れないで（2009年） - とめはねっ！鈴里高校書道部（2009年） - 20世紀少年（2008年） - 太陽と海の教室（2008年） - 女刑事ふたり（2008年） - マリと子犬の物語（2007年） - タイヨウのうた（2006年） - 白夜行（2006年） - 検察審査会（2005年） - ドラゴン桜（2005年） - 仮面ライダー響鬼（2005年） - 愛し君へ（2004年） - 彼女が死んじゃった。（2003年） - 寛太です！（2003年） | - 兇健と呼ばれた男（2002年） |